# パキスタンの世界遺産

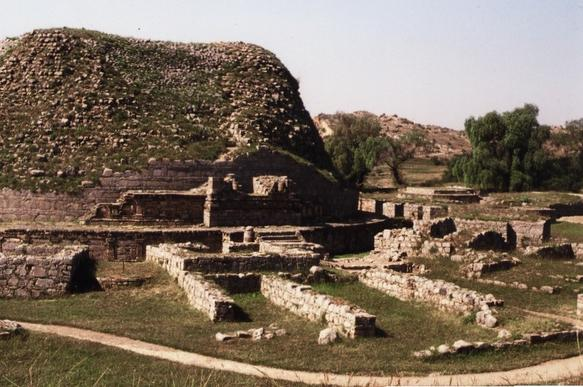
タキシラのダルマラージカーのストゥーパ

 パキスタンの世界遺産 はユネスコの世界遺産に登録されているパキスタン国内の文化・自然遺産の一覧。パキスタンは、世界遺産条約を1976年7月23日に批准した。

## 文化遺産
- モヘンジョ・ダロの考古遺跡（1980年）
- タキシラ（1980年）
- タフテ・バヒーの仏教遺跡群とサハリ・バハロールの近隣都市遺跡群（1980年）
  - タフテ・バヒー
  - サハリ・バハロール（英語版）
- ラホールの城塞とシャーラマール庭園（1981年、2000年から2012年まで危機遺産登録）
- タッターの文化財（1981年）
- ロータス・フォート（1997年）

## 自然遺産
自然遺産に登録されている物件はない。

## 暫定遺産リスト
パキスタンは以下の物件を暫定遺産リストに登録している。
- バードシャーヒー・モスク（1993年）
- ワズィール・ハーン・モスク（en:Wazir Khan Mosque、1993年）
- ジャハーンギール廟、アシフ・ハーン廟、アクバルのキャラバンサライ（en:Tomb of Jahangir、1993年）
- シェイフプーラのヒラン・ミナール（en:Hiran Minar、1993年）
- ムルターンのシャー・ルクネ・アーラム（en:Rukn-e-Alam、1993年）
- ダドゥのラニコート・フォート（en:Ranikot Fort、1993年）
- タッターにあるシャー・ジャハーンのモスク（1993年）
- チャウカンディーの墓（en:Chaukhandi tombs、1993年）
- メフルガルフの考古遺跡（en:Mehrgarh、2004年）
- レーマン・デリの考古遺跡（en:Rehman Dheri、2004年）
- ハラッパー考古遺跡（2004年）
- ラニガットの考古遺跡（2004年）
- Shahbazgarhi Rock Edicts（2004年）
- バルティット・フォート（en:Baltit Fort、2004年）
- ビビ・ジャウィンディ、バハ・ハリームの墓、ジャラールッディン・ブハーリー・モスク（2004年）
- ムルターンのシャー・ルクネ・アーラム（en:Rukn-e-Alam、2004年）
- Port of Banbhore（2004年）